# Sue Johnston
Susan Wright, nota come Sue Johnston (Warrington, 7 dicembre 1943), è un'attrice britannica.

## Filmografia parziale

### Cinema
- Grazie, signora Thatcher (Brassed Off), regia di Mark Herman (1996)
- Preaching to the Perverted, regia di Stuart Urban (1997)
- Face, regia di Antonia Bird (1997)
- New Year's Day, regia di Suri Krishnamma (2001)
- Imagine Me & You, regia di Ol Parker (2005)
- 500 Miles North, regia di Luke Massey (2014)
- Golden Years, regia di John Miller (2016)
- Walk Like a Panther, regia di Dan Cadan (2018)
- Downton Abbey II - Una nuova era (Downton Abbey: A New Era), regia di Simon Curtis (2022)

### Televisione
- Brookside - serie TV, 238 episodi (1982-1990)
- Full Stretch - serie TV, 6 episodi (1993)
- Medics - serie TV, 29 episodi (1992-1995)
- Crime Traveller - serie TV, 8 episodi (1997)
- Duck Patrol - serie TV, 6 episodi (1998)
- Sex, Chips & Rock n' Roll - serie TV, 6 episodi (1999)
- My Uncle Silas - serie TV, 9 episodi (2001-2003)
- Little Dorrit - serie TV, 9 episodi (2008)
- Jam & Jerusalem - serie TV, 19 episodi (2006-2009)
- Waking the Dead - serie TV, 92 episodi (2000-2011)
- The Royle Family - serie TV, 25 episodi (1998-2012)
- Being Eileen - serie TV, 6 episodi (2013)
- Coronation Street - serie TV, 172 episodi (1982-2014)
- Downton Abbey - serie TV, 8 episodi (2014-2015)
- Rovers - miniserie TV, 6 episodi (2016)
- Age Before Beauty - serie TV, 6 episodi (2018)
- Help - film TV (2021)
- The Cockfields - serie TV, 10 episodi (2019-2021)